# Richard S. Ewell
Richard S. Ewell   (Georgetown, 8 de febrer de 1817 - Spring Hill, 25 de gener de 1872) fou un oficial de carrera a l'Exèrcit dels Estats Units i un general confederat durant la Guerra Civil dels Estats Units.
Va assolir fama com a comandant sènior sota les ordres de Thomas Stonewall Jackson i Robert E. Lee i lluità amb efectivitat durant bona part de la guerra, però el seu llegat ha quedat enterbolit per controvèrsies sobre les seves accions a la batalla de Gettysburg i a la batalla de Spotsylvania.

## Primers anys
Ewell va néixer a Georgetown, Washington DC. Es va criar des dels 3 anys al Comtat de Prince William, Virgínia, prop de Manassas. Es va graduar a l'Acadèmia Militar dels Estats Units el 1840. Va ser destinat com a sotstinent al 1r de Dracs, i el 1845 va ser ascendit a tinent. Entre 1843 i 1845 va servir amb Philip St. George Cooke i Stephen Watts Kearny en missions d'escorta al llarg del camí de Santa Fe i de la ruta d'Oregon. A la guerra de mèxic-Estats Units va servir sota les ordres de Winfield Scott i va ser promogut a capità pel seu valor en la batalla de Contreras i la batalla de Churubusco.
Ewell va servir al Territori de Nou Mèxic durant algun temps, explorant la recentment adquirida Gadsden Purchase (també coneguda a Mèxic com a Venda de la Mesilla) amb el coronel Benjamin Bonneville. El 1859 el van ferir en una escaramussa amb apatxes sota el comandament de Cochise. El 1860, mentre es trobava al comandament de Fort Buchanan, Arizona, una malaltia el va obligar a abandonar l'Oest i dirigir-se a Virgínia per a recuperarse. Ell mateix va descriure el seu estat com a "molt malalt amb vertígens, nàusees, etc, i ara estic excessivament debilitat (...) patint atacs esporàdics de malària". Aquesta malaltia i les ferides rebudes li causaran molèsties durant la resta de la seva vida.

## Guerra Civil
Els sentiments d'Ewell abans d'esclatar la guerra estaven a favor de la Unió, però la secessió del seu estat, Virgínia, va fer que abandonés l'exèrcit dels Estats Units el 7 de maig de 1861 per a unir-se a l'Exèrcit Provisional de Virgínia de la Confederació. Va ser nomenat coronel de cavalleria el 9 de maig i va ser un dels primers oficials superiors ferits a la guerra el 31 de maig en una escaramussa a Fairfax Court House. Va ser ascendit a general de brigada el 17 de juny i posat al capdavant d'una brigada de l'Exèrcit del Potomac en la Primera batalla de Bull Run, tot i que no va arribar a participar-hi.

## Amb "Stonewall" Jackson
El 24 de gener de 1862 Ewell va ser ascendit a general de divisió (general major) i va començar a servir sota les ordres de Thomas J. Jackson durant la campanya de la vall de Shenandoah. Tot i que els dos generals es van compenetrar bé, i es feien notar per la seva peculiar forma de ser, van néixer importants diferències entre ells. Mentre que Jackson era sever i religiós, sembla que Ewell era enginyós i bastant groller. Jackson era flexible i intuïtiu en el camp de batalla, mentre que Ewell, malgrat que valent i capaç, requeria instruccions clares per actuar amb eficacia. A Ewell no li agradava la forma en que Jackson duia a terme els seus plans, no informant als seus comandaments subordinats del que s'anava a fer, tot i que Ewell va acabar adaptant-se als mètodes de Jackson.
Ewell va manar amb habilitat una divisió del petit exèrcit que Jackson dirigia durant la Campanya de la Vall, guanyant bastants enfrontaments contra el gran exèrcit de la Unió dels generals de divisió (general major) John C. Frémont, Nathaniel P. Banks, i James Shields: batalla de Front Royal, primera batalla de Winchester, batalla de Cross Keys i batalla de Port Republic. L'exèrcit de Jackson va ser llavors requerit a Richmond per unir-se a Robert E. Lee en la protecció de la capital confederada davant l'atac de l'Exèrcit del Potomac del general de divisió George B. McClellan durant la Campanya de la Península. Ewell va lluitar de manera destacada a la batalla de Gaines 'Mill i a la batalla de Malvern Hill. Després que la Confederació aconseguís vèncer a la Unió a la batalla de Seven Days, el general de divisió John Pope, davant de l'exèrcit de Virgínia, va intentar atacar des del nord, i van enviar a Jackson amb les seves tropes per interceptar-ho. Ewell va derrotar a Banks de nou a la batalla de Cedar Mountain el 9 d'agost i, al cap d'uns dies, després de participar en la incursió a l'estació de Manassas, va lluitar a la Segona Batalla de Bull Run, on va ser ferit a la cama esquerra; com a conseqüència d'aquesta ferida li van haver d'amputar-la per sota del genoll.
Mentre es recobrava de les seves ferides, Ewell va ser atès per la seva cosina Lizinka Campbell Brown, amb la qual va acabar casant-se el 26 de maig de 1863.
Després d'una llarga recuperació, Ewell va tornar a l'exèrcit de Virgínia del Nord de Lee després de la batalla de Chancellorsville. Jackson havia mort en aquesta batalla, i com a conseqüència el 23 de maig Ewell va ser ascendit a tinent general i designat successor de Jackson al capdavant del Segon Cos.

## Gettysburg i la polèmica
En els primers dies de la Campanya de Gettysburg, durant la Segona Batalla de Winchester, Ewell va actuar magistralment capturant a la guarnició de la Unió de 4.000 homes i 23 canons. Durant l'acció va ser ferit de gravetat quan va rebre l'impacte d'una bala rebotada al pit (aquesta va ser la seva segona ferida greu). Al capdavant del Segon Cos va encapçalar la invasió de Pennsilvània i va estar a punt d'arribar a la capital de l'estat, Harrisburg, quan el van obligar a retrocedir perquè Lee necessitava al seu Cos en la concentració que estava realitzant davant de Gettysburg. Aquest avanç tan important va fer que se l'arribés a comparar amb Jackson.

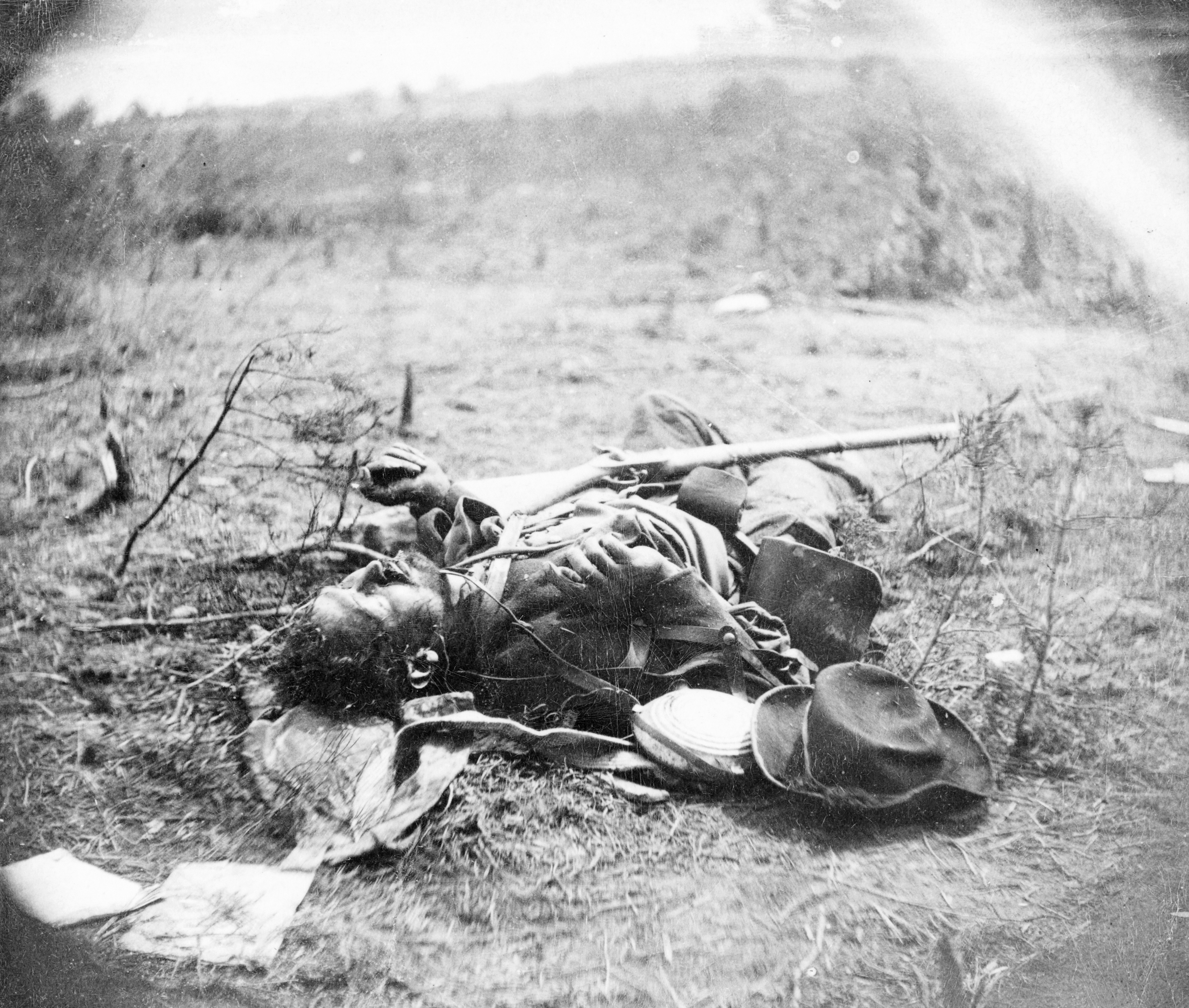
Soldat confederat mort durant l'atac ordenat per Ewell el 19 de maig de 1864 a Alsop Farm, situada prop de Harris Farm.

Però a la batalla de Gettysburg, la reputació militar d'Ewell iniciarà un lent declivi. L'1 de juliol de 1863, el Cos d'Ewell s'aproximava a Gettysburg des del nord quan es va enfrontar al XI Cos de la Unió i amb part del I. Aquest xoc els va fer retrocedir cap a la ciutat i els va forçar a ocupar posicions defensives al Cemetery Hill, situat al sud de la ciutat. Lee acabava d'arribar al camp de batalla i de seguida va veure la importància d'aquesta posició. Va enviar llavors una nota a Ewell a on li demanava que prengués Cemetery Hill "si era factible". Però Ewell va decidir no atacar.
Ewell tenia diverses raons possibles per a no atacar. Les ordres de Lee eren contradictòries. Li deia que "prengués el turó ocupat per l'enemic, si ho trobava factible, però que evités un enfrontament general fins que arribessin les altres divisions de l'exèrcit." Lee també va rebutjar enviar a tropes del Cos de A. P. Hill per donar suport a Ewell, tal com ell li demanava. Els homes de Ewell estaven fatigats després de la seva llarga marxa i l'esgotadora batalla en plena tarda del mes de juliol i hauria estat difícil reagrupar-los per assaltar el turó. Les descansades divisions del general de divisió Edward "Allegheny" Johnson acabaven d'arribar, però Ewell també va rebre notícies que importants reforços de la Unió estaven arribant per York Pike des de l'est, amenaçant així el seu flanc esquerre. Un dels subordinats més agressius d'Ewell, el general de divisió Jubal A. Early, va estar d'acord amb la decisió presa pel seu cap.
Les ordres de Lee han estat criticades perquè deixaven la decisió d'actuar o no en mans d'Ewell. Però aquest tipus d'ordres tan poc específiques eren bastant corrents quan Lee actuava amb Jackson i James Longstreet, ja que confiava en la iniciativa dels seus subordinats per reaccionar a les situacions que se'ls podien presentar.
Quan el Cos d'Ewell va atacar les posicions de Cemetery Hill i Culp's Hill el 2 i el 3 de juliol, la Unió havia aconseguit atrinxerar-se i reforçar-se en aquests llocs, causant llavors greus pèrdues a la Confederació. Després de la guerra es va iniciar un debat sobre les causes de la derrota confederada a Gettysburg, començant llavors les crítiques al paper d'Ewell.
El 3 de juliol Ewell va ser de nou ferit, però aquesta vegada va ser a la seva cama de fusta. Va dirigir la retirada ordenada del seu cos cap a Virgínia després de la batalla de Gettysburg. Va tornar a ser ferit al novembre d'aquell mateix any a Kelly's Ford, Virgínia, i també el gener de 1864 en caure del seu cavall.

## Campanya Overland i Richmond
Ewell va dirigir el seu Cos el maig de 1864 a la batalla de Wilderness. A la batalla de Spotsylvania Court House Lee es va veure obligat a personar-se en primera línia en la defensa de "Mule Shoe" (Ferradura de Mula) el dia 12 de maig a causa de la indecisió i inactivitat d'Ewell. En un moment de la batalla Ewell va començar a cridar i insultar als soldats confederats que fugien copejant-los l'esquena amb l'espasa. Lee, observant al seu subordinat enfurismat, li va recriminar amb duresa: "General Ewell, ha de calmar-se, com espera controlar als seus homes quan vostè ha perdut els estreps? Si no pot contenir aquesta excitació, faria bé de retirant-se". Aquesta conducta d'Ewell es troba a l'origen d'una declaració que va fer Lee al seu secretari, William Allan, després de la guerra quan li va parlar d'ell: "vaig trobar a Ewell totalment abatut pel desastre del matí, i massa aclaparat per ser eficient". En l'últim combat de Spotsylvania, el 19 de maig, Ewell va ordenar un atac sobre el flanc esquerre de la Unió a Harris Farm, que només va retrassar un dia la victòria d'Ulysses S. Grant i va suposar la pèrdua de 900 homes al Cos d'Ewell, una sisena part dels forces que tenia.
Lee va pensar que les persistents ferides que Ewell havia patit eren la causa de la seva actitud i per això el va rellevar del comandament del Cos, enviant-lo a una guarnició del Departament de Richmond que prepararava la defensa de la capital. L'abril de 1865, quan Ewell i les seves tropes s'estaven retirant de la capital, es va iniciar un gran incendi a Richmond per causes poc clares. Ewell va culpar a les masses enfurismades de ciutadans d'incendiar un magatzem de tabac a partir del qual es va expandir el foc; Nelson Lankford, a Richmond Burning, va afirmar que "Ewell havia convençut a algunes persones que el gran incendi no tenia res a veure ni amb seus homes, ni amb la destrucció controlada de magatzems i ponts manada per la cadena de comandament. Aquest foc va produir el Gran Incendi de Richmond, que va deixar una tercera part de la ciutat destruïda, inclòs tot el districte financer. El 6 d'abril, a la batalla de Sayler's Creek, Ewell i les seves tropes van ser encerclats i capturats, només uns dies abans de la rendició de Lee a Appomattox Court House. Ewell va ser fet presoner i reclòs a Fort Warren, Boston Harbor, fins al juliol de 1865.

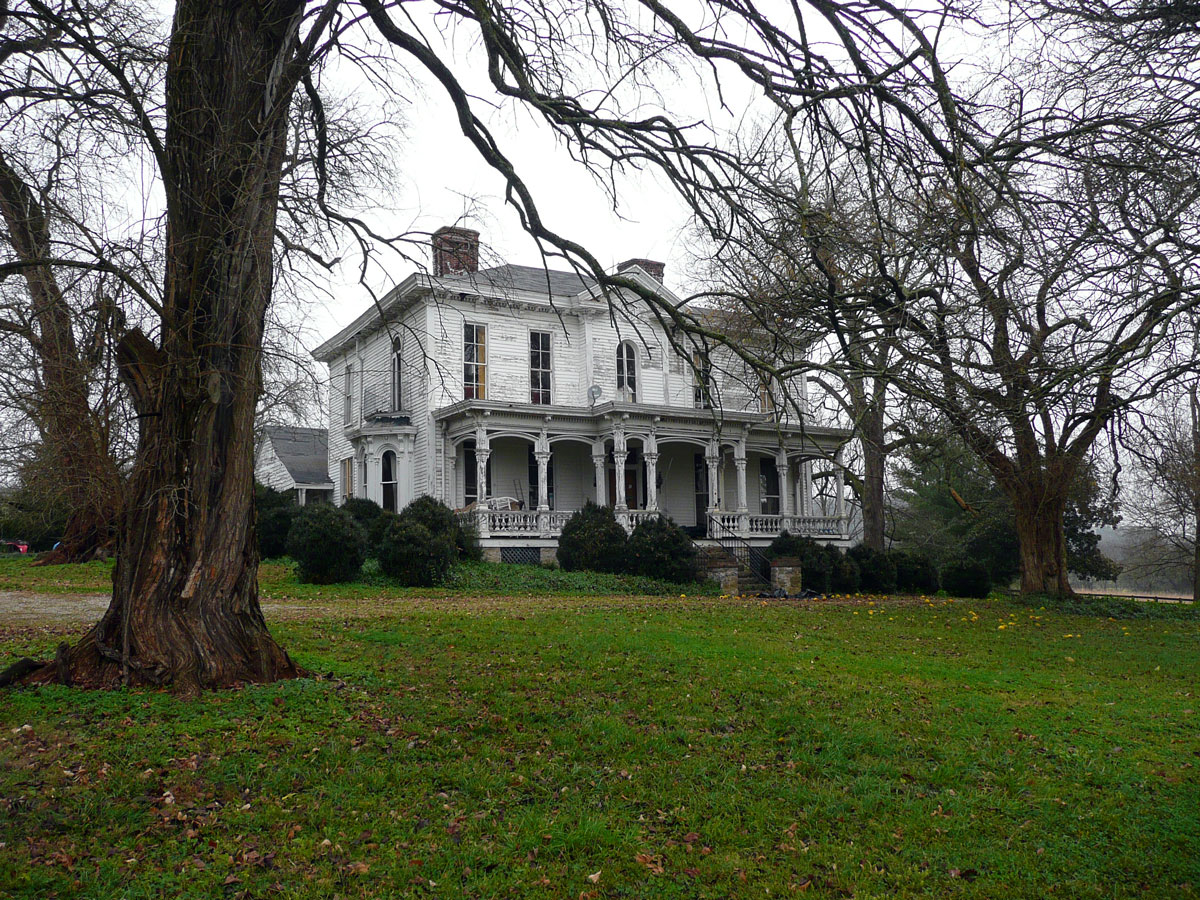
La granja d'Ewen a Spring Hill, Tennessee.

Durant la seva captivitat, Ewell va crear un grup de setze generals reclosos també a Fort Warren, amb Edward "Allegheny" Johnson, Joseph B. Kershaw, entre d'altres, que va enviar una carta al president Grant on mostraven el seu "rotund odi i indignació" per l'assassinat d'Abraham Lincoln, i que aquest fet no devia ser imputat a la Confederació.

## Després de la guerra
Després d'aconseguir la seva llibertat provisional, Ewell es va retirar a treballar com un terratinent en la hisenda de la seva dona, a prop de Spring Hill, Tennessee, la qual va mantenir productiva. També va arrendar amb èxit una plantació de cotó a Mississipi. Va ser president de la junta de directius de la Columbia Female Academy, de l'Església episcopaliana de St. Peter's a Columbia, i president de la societat agrícola del Comtat de Maury. Ell i la seva dona van morir de pneumònia amb tan sols tres dies de diferencia. Estan enterrats a Old City Cemetery, a Nashville, Tennessee.
Ewell és l'autor del llibre pòstum The Making of a Soldier, publicat el 1935.